# Erwin Mueller
Erwin L. Mueller (né le 12 mars 1944) est un ancien joueur américain de basket-ball. Évoluant au poste d'intérieur,  il joua à l'université de San Francisco et fut sélectionné par les Chicago Bulls au 2e tour (10e rang) de la draft 1966.
Lors de sa première saison, Mueller inscrivit 12,7 points de moyenne par match avec les Chicago Bulls et fut nommé dans la NBA All-Rookie Team. En sept années de carrière (1966 à 1973), il évolua sous les couleurs des Los Angeles Lakers, des Seattle SuperSonics et des Detroit Pistons, inscrivant un total de 3248 points. Il passa une partie des saisons 1972-73 et 1973-74 dans la ligue rivale de l'American Basketball Association en tant que membre des Virginia Squires et des Memphis Tams.